# オルジャーテ・モルゴラ
オルジャーテ・モルゴラ（イタリア語: Olgiate Molgora）は、イタリア共和国ロンバルディア州レッコ県にある、人口約6,300人の基礎自治体（コムーネ）。

## 地理

### 位置・広がり
レッコ県南部のコムーネ。県都レッコから南へ14km、ベルガモから西へ22km、州都ミラノから北北東へ34kmの距離にある。

#### 隣接コムーネ
隣接するコムーネは以下の通り。
- アイルーノ
- ブリーヴィオ
- カルコ
- コッレ・ブリアンツァ
- ラ・ヴァッレッタ・ブリアンツァ
- メラーテ
- モンテヴェッキア
- サンタ・マリーア・オエ

### 気候分類・地震分類
気候分類では、zona E, 2477 GGに分類される。
また、イタリアの地震リスク階級 (it) では、zona 3 (sismicità bassa) に分類される。

## 行政

### 分離集落
オルジャーテ・モルゴラには、以下の分離集落（フラツィオーネ）がある。
- Beolco, Borlengo, Buttero, Canova, Monastirolo, Mondonico, Monticello, Olcellera, Olgiate Vecchio, Pianezzo, Pilata, Porchera, Regondino, San Zeno, Vallicelli, Valmara

## 姉妹都市
- Stocksmoor、イギリス 1998年